# Kanor
Kanor è una suddivisione dell'India, classificata come municipality, di 12.616 abitanti, situata nel distretto di Udaipur, nello stato federato del Rajasthan. In base al numero di abitanti la città rientra nella classe IV (da 10.000 a 19.999 persone).

## Geografia fisica
La città è situata a 24° 26' 16 N e 74° 15' 05 E.

## Società

### Evoluzione demografica
Al censimento del 2001 la popolazione di Kanor assommava a 12.616 persone, delle quali 6.816 maschi e 5.800 femmine. I bambini di età inferiore o uguale ai sei anni assommavano a 1.479, dei quali 786 maschi e 693 femmine. Infine, coloro che erano in grado di saper almeno leggere e scrivere erano 8.488, dei quali 5.347 maschi e 3.141 femmine.